# Associació Americana de Dietètica
L'Associació Americana de Dietètica, o ADA per les seves sigles en anglès, és la major organització nord-americana de professionals d'aliments i nutrició, amb prop de 67.000 membres. Aproximadament el 75% dels membres d'aquesta Associació són dietistes registrats i prop de 4% són tècnics dietistes registrats. La resta de membres de l'ADA, inclouen investigadors, educadors, estudiants, professionals dietètics en els camps clínic i de comunitats, especialistes i gerents de serveis i prestacions d'Aliments.
L'ADA va ser fundada en 1917 en Cleveland, Ohio, per un grup de dones liderat per Lenna F. Cooper i la primera presidenta de l'ADA, Lulu C. Greus, qui es van dedicar a ajudar conservar aliments governamentals, i a millorar la salut pública durant la Primera Guerra Mundial.
Actualment el centre principal es troba en Chicago, Illinois.